# Winton, North Yorkshire
Winton är en by i civil parish Winton, Stank and Hallikeld, i kommunen North Yorkshire, i grevskapet North Yorkshire, i England. Byn är belägen 5 km från Northallerton. Byn nämndes i Domedagsboken (Domesday Book) år 1086, och kallades då Winetun.